# Albert Spencer, 7. Earl Spencer

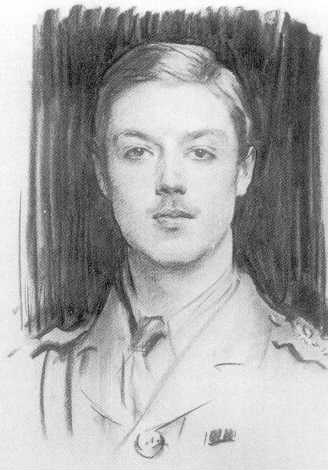
Zeichnung von John Singer Sargent, 1915

Albert Edward John Spencer, 7. Earl Spencer, TD, FSA, FRSA (* 23. Mai 1892 in London, England; † 9. Juni 1975 in Northampton, Northamptonshire, England) war ein britischer Peer.

## Leben
Spencer entstammte den Earls Spencer und war der älteste Sohn des Charles Spencer, 6. Earl Spencer, aus dessen Ehe mit Hon. Margaret Baring, der zweiten Tochter des Edward Baring, 1. Baron Revelstoke. Als Heir apparent seines Vaters führte er ab 1910 den Höflichkeitstitel Viscount Althorp. Er wurde an der Harrow School ausgebildet und erwarb am Trinity College der Universität Cambridge 1913 den Abschluss eines Bachelor of Arts.
Anlässlich des Ersten Weltkriegs meldete er sich zur British Army und wurde am 5. August 1914 Second Lieutenant des 1st Regiment of Life Guards. Er wurde am 21. Oktober 1914 zum Lieutenant befördert, am 9. Mai 1917 als Aide-de-camp zum Stabsdienst abgestellt und am 15. Juni 1917 (rückwirkend zum 24. September 1916) zum Captain befördert. Als sein Regiment 1922 mit dem 2nd Regiment of Life Guards zum Regiment der Life Guards verschmolzen wurde, behielt er den Dienstposten als Captain. Am 20. September 1924 schied er aus dem aktiven Armeedienst aus, blieb jedoch bis zum Erreichen des obligatorischen Pensionsalters am 2. Juni 1943 Mitglied der Offiziersreserve der regulären Armee.
Als am 26. September 1922 sein Vater starb, erbte er dessen Adelstitel als 7. Earl Spencer, 7. Viscount Spencer, 7. Viscount Althorp (of Althorp), 2. Viscount Althorp (of Great Brington) und 7. Baron Spencer of Althorp. Er wurde dadurch auf Lebenszeit Mitglied des House of Lords.
Am 27. August 1924 wurde Lord Spencer zum Honorary Colonel des 4th (Territorial) Battalion des Northamptonshire Regiment ernannt. Dieses Amt behielt er auch nach der Umbenennung zu 50th (Northampton Regiment) Anti-Aircraft Battalion am 1. Oktober 1937 sowie während seiner verschiedenen Nachkriegsinkarnationen, bis er am 1. April 1967 sein Amt endgültig aufgab. Am 12. September 1944 wurde ihm die Territorial Efficiency Decoration verliehen und am 20. November 1953 mit zwei Spangen verliehen.
Am 9. April 1935 wurde Lord Spencer zum Deputy Lieutenant von Northamptonshire ernannt und am 11. März 1952 zum Lord Lieutenant von Northamptonshire ernannt. Dieses Amt bekleidete er bis zum 31. Juli 1967. Am 1. Juli 1955 wurde er zum Ritter des Order of Saint John ernannt.
Lord Spencer engagierte sich als Lokalpolitiker der Conservative Party im County Council von Northamptonshire. Er öffnete sein Stammhaus Althorp für die Öffentlichkeit und war ein bekannter Kunstkenner. Er war Treuhänder der Wallace Collection und Vorsitzender der Royal School of Needlework. Er war Fellow der Society of Antiquaries of London und der Royal Society of Arts und in den 1960er Jahren acht Jahre lang Vorsitzender des Beirats des Victoria and Albert Museum. Von 1946 bis 1972 war er Vorsitzender des Verwaltungsrats der Wellingborough School.

### Ehe und Nachkommen
Spencer heiratete Lady Cynthia Hamilton, die zweite Tochter des 3. Duke of Abercorn, am 26. Februar 1919 in der St James’s Church, Piccadilly, London. Mit ihr hatte er zwei Kinder:
- Lady Anne Spencer (1920–2020), ⚭ 1944 Christopher Wake-Walker (1920–1998) Captain der Royal Navy, Sohn des Admiral Sir Frederic Wake-Walker;
- John Spencer, 8. Earl Spencer (1924–1992), ⚭ (1) 1954–1969 Hon. Francis Ruth Burke Roche, Tochter des Maurice Roche, 4. Baron Fermoy, ⚭ (2) 1976 Raine McCorquodale, Exgattin des 9. Earl of Dartmouth.

Lord Spencer verstarb nach kurzer Krankheit im St. Matthews Nursing Home in Northampton und wurde von seinem Sohn John, dem Vater von Diana, Princess of Wales, beerbt.